# SimmerTime
SimmerTime is een Friestalig muziekalbum dat werd uitgebracht in de zomer van 2000.
Het album, met de ondertitel 15 lietsjes út it Frysk Muzykteater, werd samengesteld ter gelegenheid van Simmer 2000. Een reizend muziektheater, met medewerking van De Kast, Rients Gratama, Piter Wilkens en Maaike Schuurmans, bezocht in dat jaar een aantal Friese steden. Opnames voor het album vonden plaats op 14 en 15 juni 2000 te Langweer.
Op de cd staan nieuw geschreven nummers, maar ook Friese bewerkingen van bestaande nummers. Een voorbeeld hiervan is Paradys by it dashboardljocht, een duet van Syb van der Ploeg en Schuurmans, dat een bewerking is van Paradise by the Dashboard Light van Meat Loaf. Het is met ruim 8 minuten het langste lied op de cd.
Als bonustrack werd Wa't ik bin, een lied uit de film De Fûke, opgenomen. Eind 2000 verscheen ook het album SimmerTime 2.

## Nummers
1. SimmerTime (0:56)
2. Alle tiid (4:16)
3. Baseballcap International (3:08)
4. Greideroas (4:58)
5. Boerebûterfeart nei Omsk (5:19)
6. Eltse grins foarby (5:25)
7. Simmer 2000 liet (4:45)
8. Dûnsje mei dy (3:51)
9. Oantinken (3:56)
10. Paradys by it dashboardljocht (8:28)
11. Hert fan myn gefoel (4:29)
12. Man en Lân (4:05)
13. In nije dei (5:24)
14. Oer 2000 jier (5:37)
15. Wa't ik bin (4:29)

## Hitlijsten
| Album met eventuele hitnotering(en) in de Nederlandse Album Top 100 | Datum van verschijnen | Datum van binnenkomst | Hoogste positie | Aantal weken | Opmerkingen |
| ------------------------------------------------------------------- | --------------------- | --------------------- | --------------- | ------------ | ----------- |
| SimmerTime                                                          | 2000                  | 22-07-2000            | 16              | 12           |             |